# Treznea
Treznea is een Roemeense gemeente in het district Sălaj.

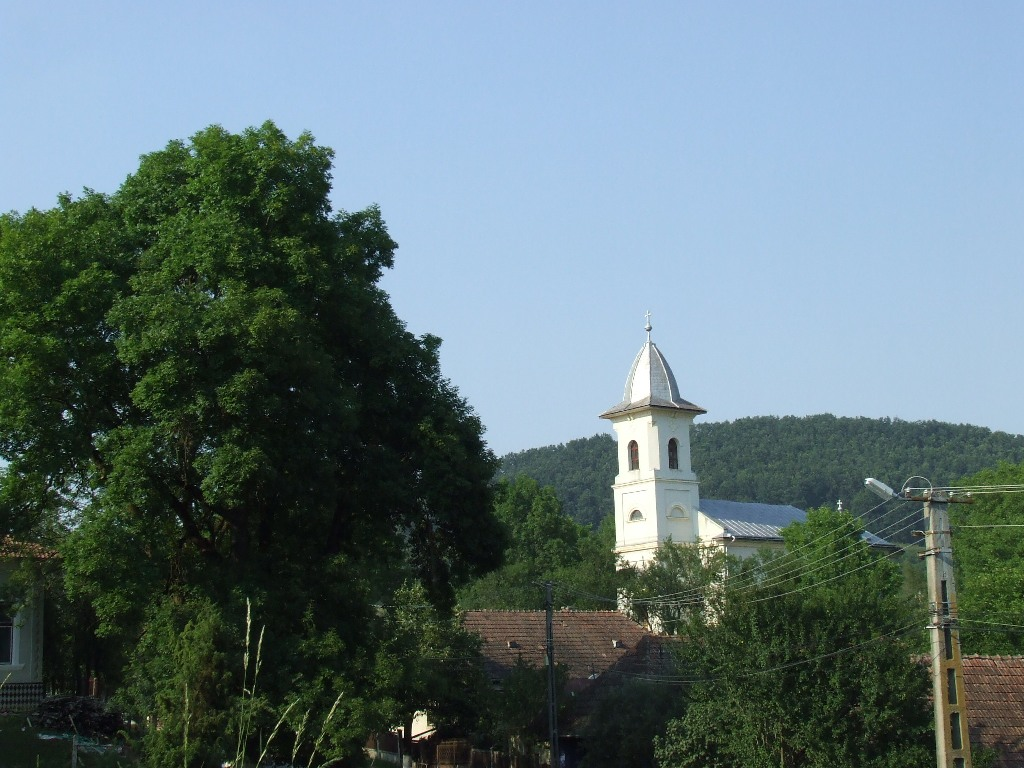
Treznea

Treznea telt 993 inwoners.